# Kösefakılı, Sarıçam
Kösefakılı là một xã thuộc huyện Sarıçam, tỉnh Adana, Thổ Nhĩ Kỳ. Dân số thời điểm năm 2009 là 54 người.